# Indischer Rosenapfel
Der Indische Rosenapfel (Dillenia indica) oder Chalta, auch Eleph(f)antenapfel, ist ein Laubbaum mit essbaren Früchten aus der Familie der Rosenapfelgewächse (Dilleniaceae). Das ursprüngliche Verbreitungsgebiet liegt in Süd- und Südostasien, die Art wird jedoch auch auf den Karibischen Inseln kultiviert.

## Beschreibung
Der Indische Rosenapfel ist ein bis zu 30 Meter hoher, immergrüner Laubbaum mit einem Brusthöhendurchmesser von bis zu 1,2 Metern und dichter, rundlicher Krone mit manchmal kleinen Brettwurzeln oder Riffelungen. Die Stammborke ist rötlich-braun bis -gräulich und schuppig bis abblätternd. Junge Zweige sind braun behaart, verlieren jedoch später ihre Behaarung.
Die Blätter stehen wechselständig und haben einen 2 bis 4 Zentimeter langen, knapp geflügelten, gefurchten Stiel mit filziger Basis. Die Blattspreite ist 15 bis 40 Zentimeter lang und 7 bis 14 Zentimeter breit, verkehrt-eiförmig, -eilanzettlich, seltener lanzettlich oder eilanzettlich, spitz bis bespitzt oder zugespitzt mit grob gesägtem Blattrand. Auf beiden Seiten gibt es 30 bis 40 (selten ab 20 und bis 70) Paare von parallel verlaufenden, deutlich raffelförmig eingesenkten Blattadern. Die Blattoberseite ist kahl und glänzend dunkelgrün, die Unterseite etwas an den Adern behaart.

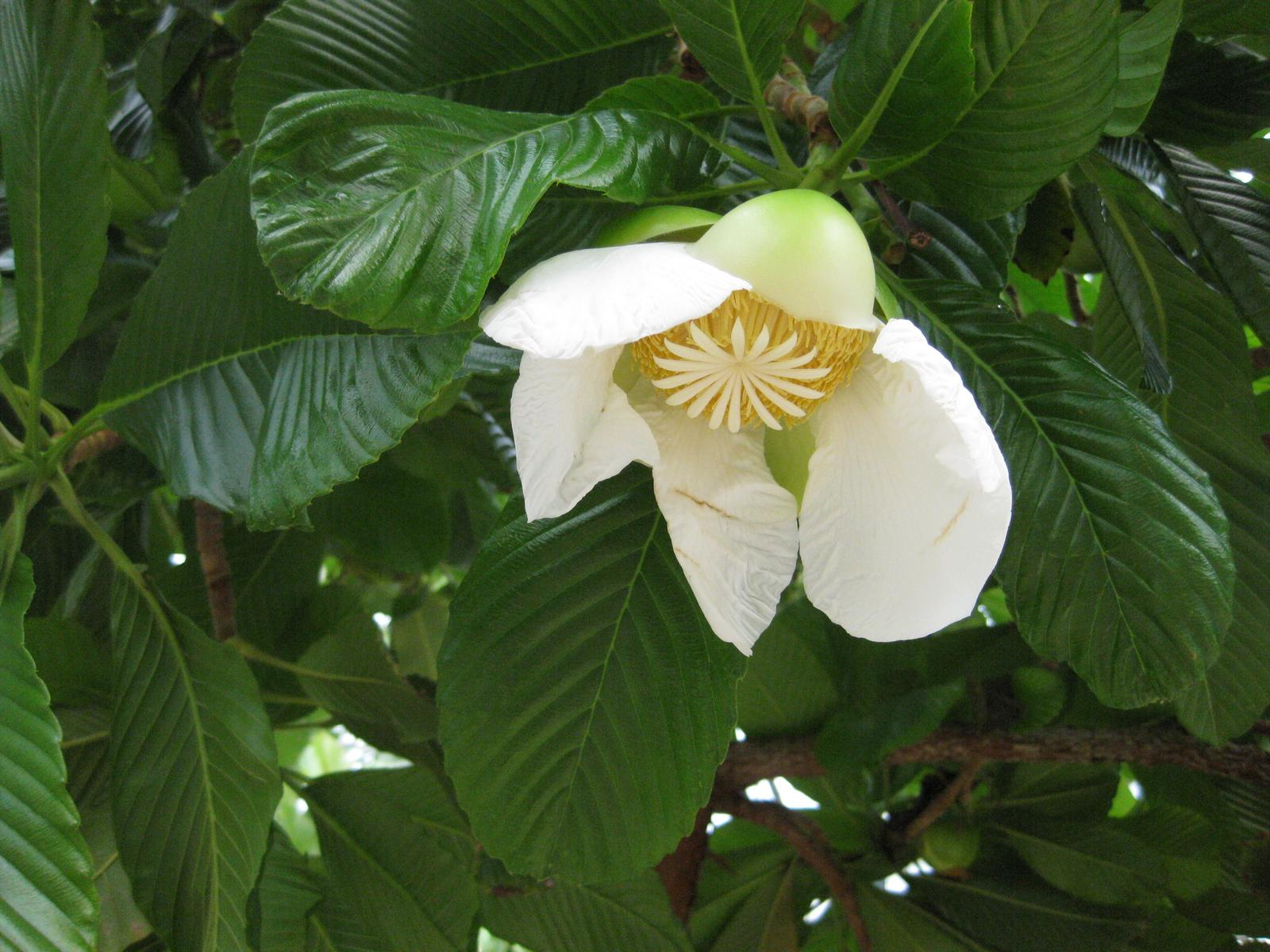
Blätter und Blüte

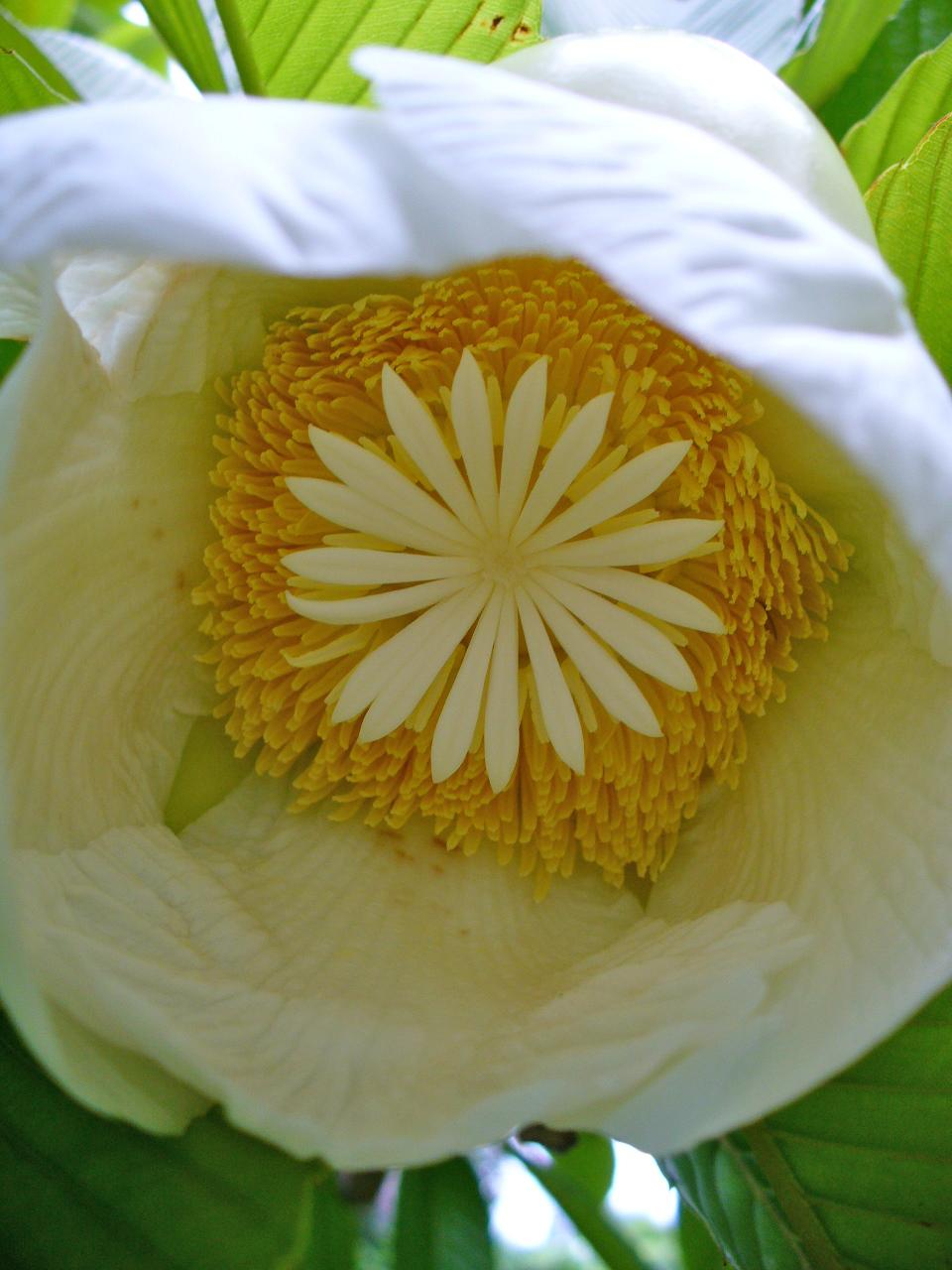
Blüte im Detail

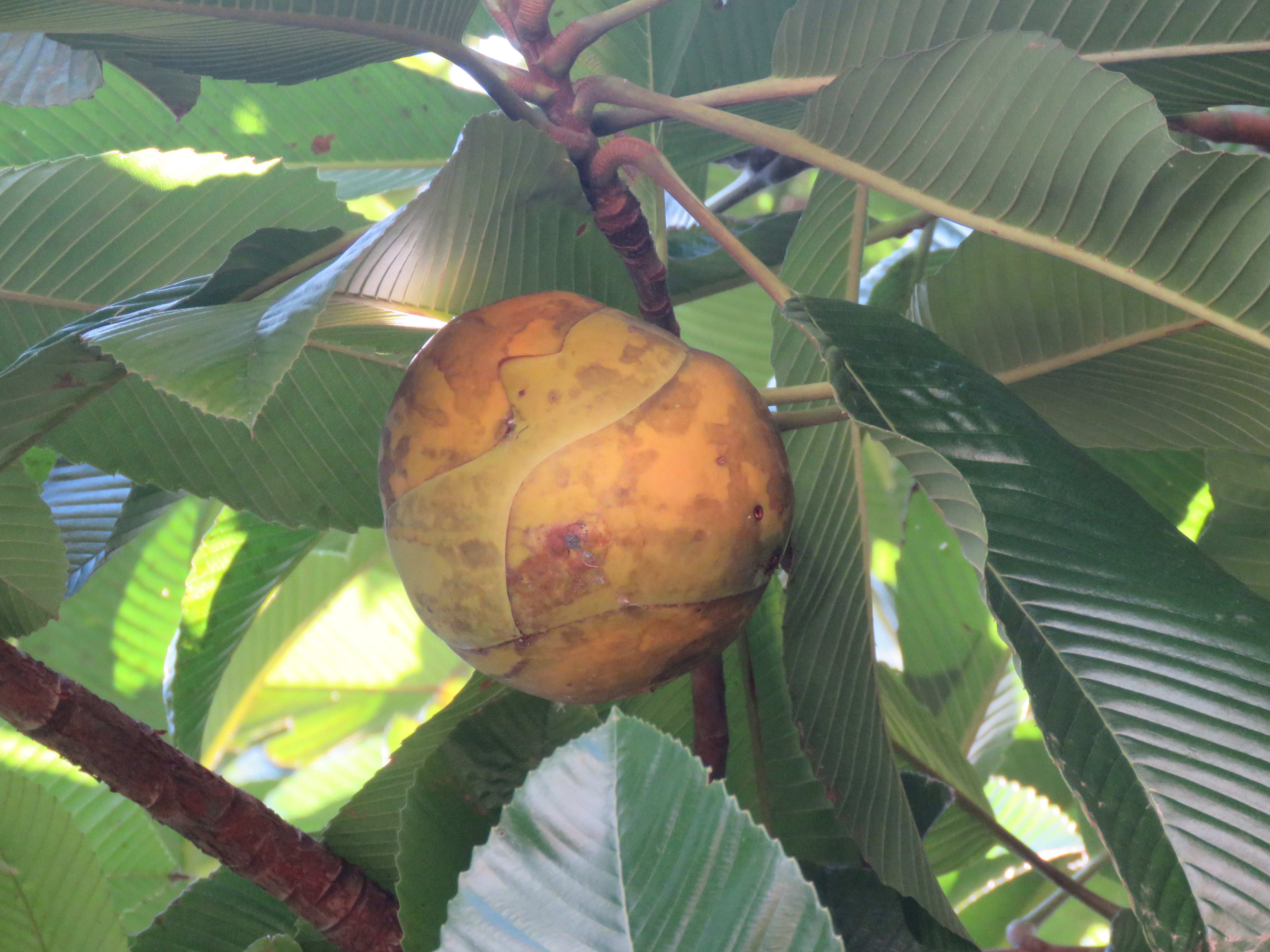
Scheinfrucht

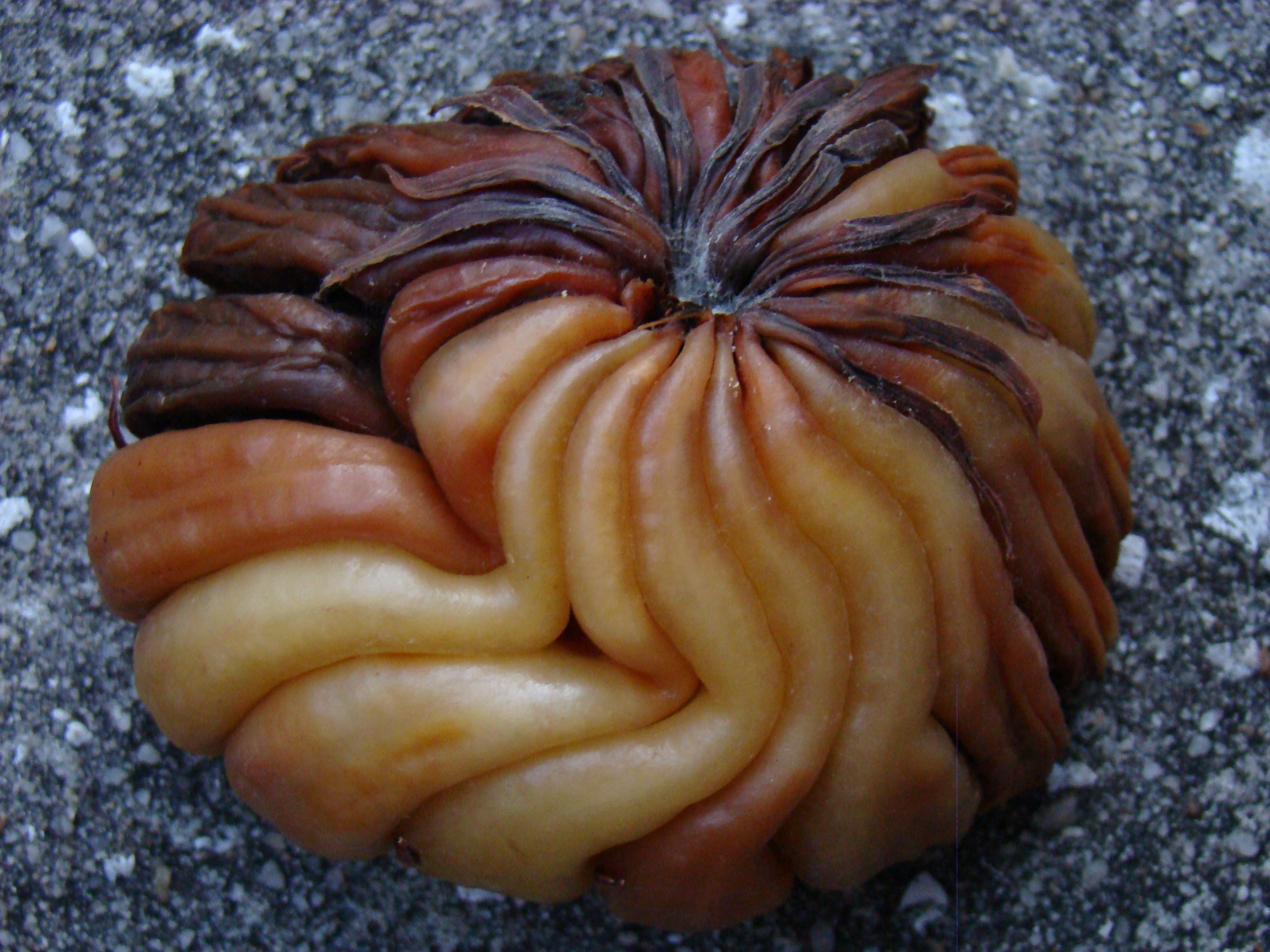
Innere Fruchtblätter der Frucht ohne die fleischigen Kelchblätter

Die zwittrigen Blüten stehen einzeln an Zweigenden an langen Stielen und haben Durchmesser von 12 bis 20 Zentimeter. Die fünf mehr oder weniger bootförmigen Kelchblätter sind rundlich bis eiförmig, 4 bis 6 Zentimeter lang und zwei Zentimeter breit, fleischig und von gelblich-grüner Farbe. Die dünnen und knittrigen Kronblätter sind weiß, verkehrt-eiförmig und 7 bis 9 Zentimeter lang und 5 bis 8 Zentimeter breit. Sie fallen bereits einige Stunden nach dem Aufblühen ab. Die sehr vielen, dicht stehenden Staubblätter sind halbkugelig um die Fruchtblätter angeordnet. Die innersten sind im oberen Teil nach außen gebogen. In jeder Blüte werden 16 bis 20 nur am Grund verwachsene, oberständige und genäherte, längliche und spiralig verdrehte, fleischige, hellgrüne Fruchtblätter mit einigen Samenanlagen gebildet. Deren weiße, lange und ausladenden, verkehrt-eilanzettlichen Narbenäste liegen sternförmig ausgebreitet über den Staubblättern.
Die aus den lamellenförmig auf dem halbkugeligen Blütenboden angeordneten, glasig-grünlichen Fruchtblättern zusammengesetzten Sammelfrüchte sind durch die beständigen, grünlichen oder gelblichen bis orangefarbenen Kelchblätter eingehüllt, die sich nach der Blüte vergrößern, verhärten und bis zu einer Dicke von 3 Zentimetern anschwellen und sich dabei dachig überlappen (Scheinfrucht). Die gesamten Scheinfrüchte sind rundlich und bis 10 bis 15 Zentimeter groß.
Je Fruchtblatt werden fünf oder mehr, gelblich-brauner, flach ovaler und einseitig bärtig behaarter Samen ohne Samenmantel gebildet. Die Samen werden nicht freigegeben, sondern das umgebende Gewebe löst sich zur Reife schleimig auf.
Die Chromosomenzahl beträgt 2n = 24, 56 oder ca. 52.

## Verbreitung
Das natürliche Verbreitungsgebiet liegt in China (Provinz Yunnan), in Indien und Sri Lanka, Thailand, Vietnam, Indonesien und Malaysia. Dort findet man den Baum in Flussniederungen und im Schwemmsand an Flussrändern. Der Indische Rosenapfel wird in Indien, Sri Lanka, Malaysia, Indonesien, auf den Philippinen und den Karibischen Inseln kultiviert.

## Systematik und Forschungsgeschichte
Der Indische Rosenapfel (Dillenia indica) ist eine Art aus der Gattung Dillenia in der Familie der Rosenapfelgewächse (Dilleniaceae). Die Art wurde von Carl von Linné 1753 im Species Plantarum wissenschaftlich beschrieben. Als Synonyme werden Dillenia elliptica Thunb. und Dillenia speciosa Thunb. angegeben.

## Verwendung
Die Scheinfrüchte werden roh oder gekocht verwendet. Die faserig-fleischigen, saftigen und sauer aromatischen Kelchblätter sind essbar und werden gekocht oder gedünstet als Gemüse gegessen, als Zutat in Chutneys, Süßspeisen und Soßen verwendet oder zu Gelee verarbeitet. Püriert und mit Wasser gekocht erhält man ein wohlschmeckendes Getränk.
Das Fruchtfleisch der Fruchtblätter kann als Seife oder Haarwaschmittel verwendet werden. Der Saft der Früchte wird als Hustensaft oder leichtes Abführmittel eingenommen, Blätter und Borke sind adstringierend und werden ebenfalls medizinisch genutzt.
Aus dem rotbraunen, harten und beständigen Holz werden Möbel, Furniere und Parkettböden gefertigt. Der Indische Rosenapfel wird wegen seiner großen weißen Blüten auch als Zierpflanze verwendet.